# Lauren Scruggs
Lauren Scruggs, née le 27 janvier 2003 à New York, est une escrimeuse américaine pratiquant le fleuret.

## Carrière
Lauren Scruggs est née en janvier 2003 dans le Queens à New York. Elle étudie la philosophie à l'Université Harvard.
Elle remporte trois fois les championnats du monde juniors, deux fois en individuel (2019/2022) et une fois par équipes (2018). Elle est également médaillée d'argent par équipes en 2021 et de bronze en individuel en 2018.
En avril 2023, lors des championnats du monde juniors à Plovdiv, elle perd en finale individuelle face à sa compatriote Zander Rhodes avant de remporter avec elle un nouveau titre par équipes. Scruggs continue sa progression chez les séniors en obtenant une médaille de bronze individuelle puis d'argent par équipes aux championnats panaméricains à Lima.
En juin 2024, Scruggs remporte la médaille d'or par équipes en fleuret lors des championnats panaméricains. Quelques semaines plus tard lors de la finale du fleuret féminin aux Jeux olympiques d'été de 2024, elle est battue 15 à 6 par sa compatriote Lee Kiefer et repart avec la médaille d'argent.

### Vie personnelle
Lauren Scruggs est lesbienne.

## Palmarès

### Jeux olympiques
- Médaille d'or par équipes aux Jeux olympiques de 2024 à Paris
- Médaille d'argent en individuel aux Jeux olympiques de 2024 à Paris

### Championnats panaméricains
- Médaille d'or par équipes aux championnats panaméricains 2024 à Lima
- Médaille d'or par équipes aux championnats panaméricains 2025 à Rio de Janeiro
- Médaille d'argent par équipes aux championnats panaméricains 2023 à Lima
- Médaille de bronze en individuel aux championnats panaméricains 2023 à Lima
- Médaille de bronze en individuel aux championnats panaméricains 2025 à Rio de Janeiro